# ديفيد هانسون (ممثل)
ديفيد هانسون (بالإنجليزية: David Hanson)‏ هو لاعب هوكي الجليد وممثل أمريكي، ولد في 12 أبريل 1954 في كمبرلاند في الولايات المتحدة.

## وصلات خارجية
- ديفيد هانسون على موقع دوري الهوكي الوطني (الإنجليزية)
- ديفيد هانسون على موقع EliteProspects.com (الإنجليزية)
- ديفيد هانسون على موقع HockeyDB.com (الإنجليزية)
- ديفيد هانسون على موقع Hockey-Reference.com (الإنجليزية)
- ديفيد هانسون على موقع IMDb (الإنجليزية)
- ديفيد هانسون على موقع ألو سيني (الفرنسية)
- ديفيد هانسون على موقع أول موفي (الإنجليزية)
- ديفيد هانسون على موقع قاعدة بيانات الأفلام السويدية (السويدية)
- ديفيد هانسون على موقع قاعدة بيانات الفيلم (الإنجليزية)
- ديفيد هانسون على موقع كينوبويسك (الروسية)